# 洛杉磯禪修中心
洛杉磯禪修中心，寺名佛陀精華寺，於1967年由日本日本曹洞宗禪師前角 博雄所創建的禪修中心。主要傳承於前角博雄所結合臨濟宗的公案與日本曹洞宗的禪坐所創建的白梅阿僧伽教法。現任寺主為後黒中尾。
洛杉磯禪修中心每日有固定的坐禪，佛教服務和工作勞動時間表。該中心的課程包括初級禪修課，攝心禪坐，研討會和密集培訓，以及與現任寺主後黒中尾或其他禪修教師的面對面會談。禪修中心的僧侶，則在前角博雄與伯尼格拉斯曼的傳承下，練習禪坐和學習禪宗公案。
洛杉磯禪修中心透過提供禪宗的教學與培訓來傳播佛教。該中心的使命是使人們了解自我，遵守戒律，並服務他人。洛杉磯禪修中心的願景是一個覺悟的世界，在這個覺悟的世界中，痛苦得以超越，同情心不受任何阻礙，所有的眾生都能和平相處，每個人都有足夠與深層的智慧。

## 相簿

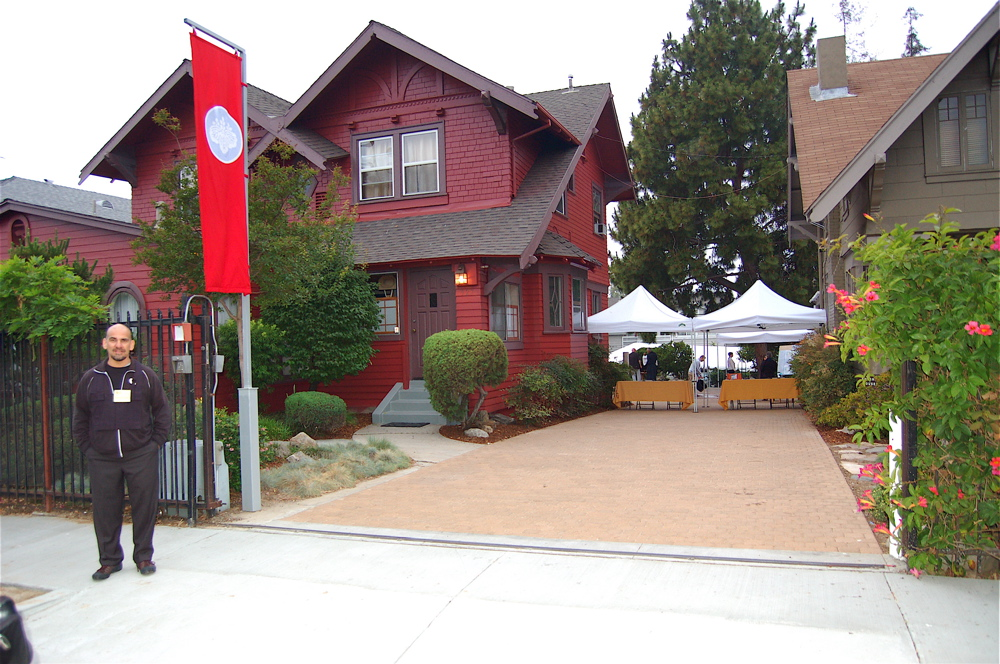
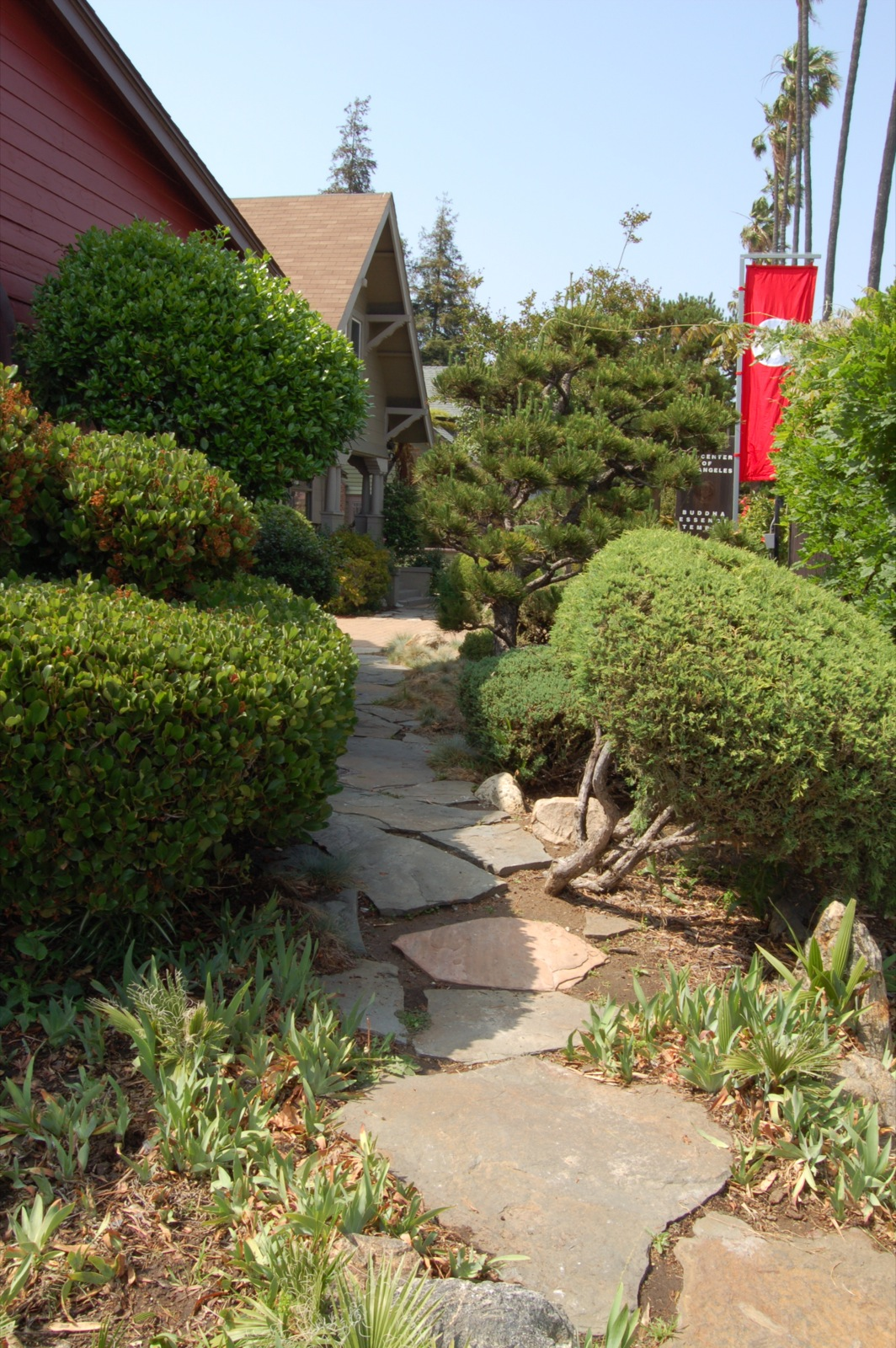
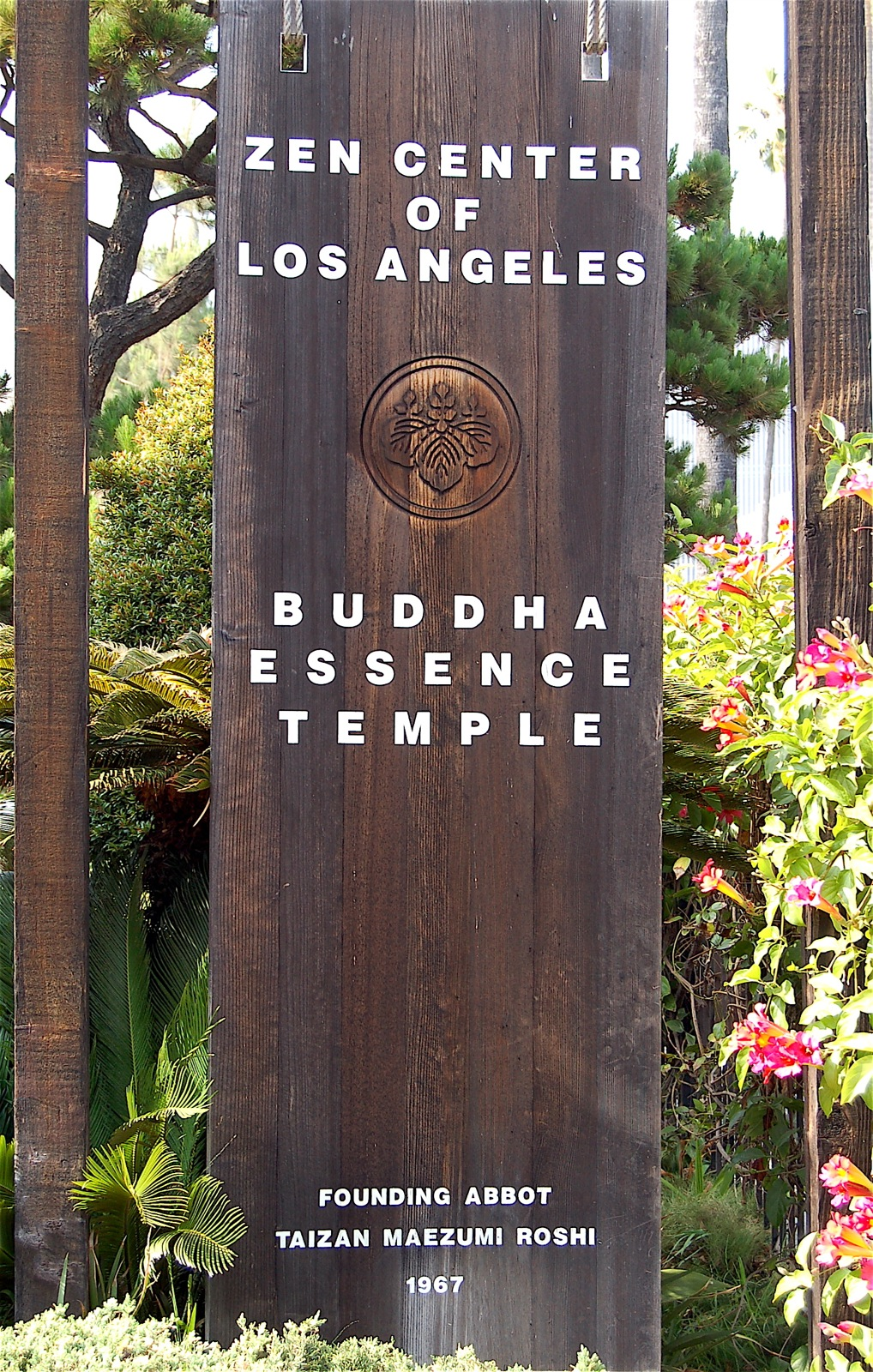
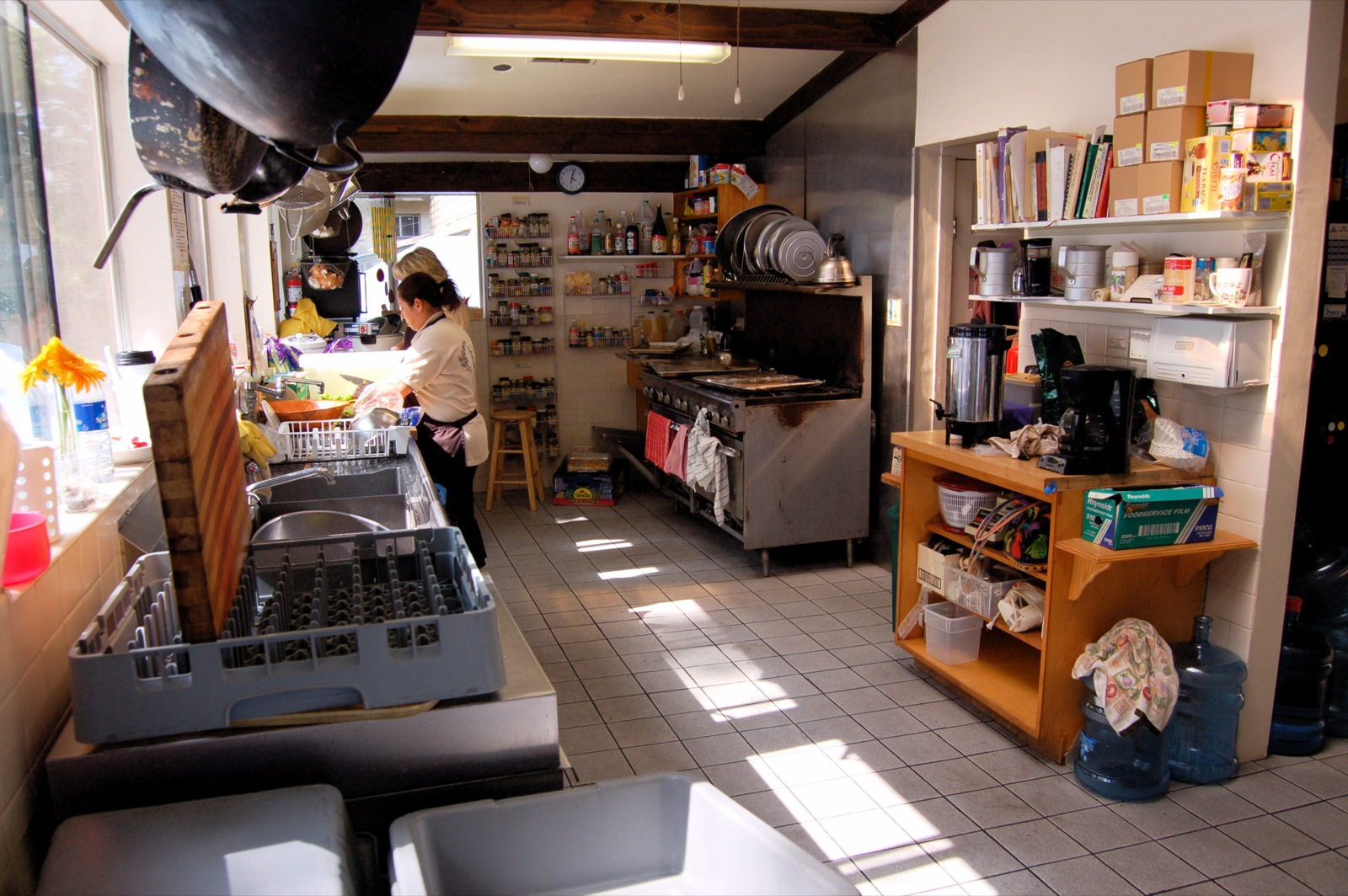
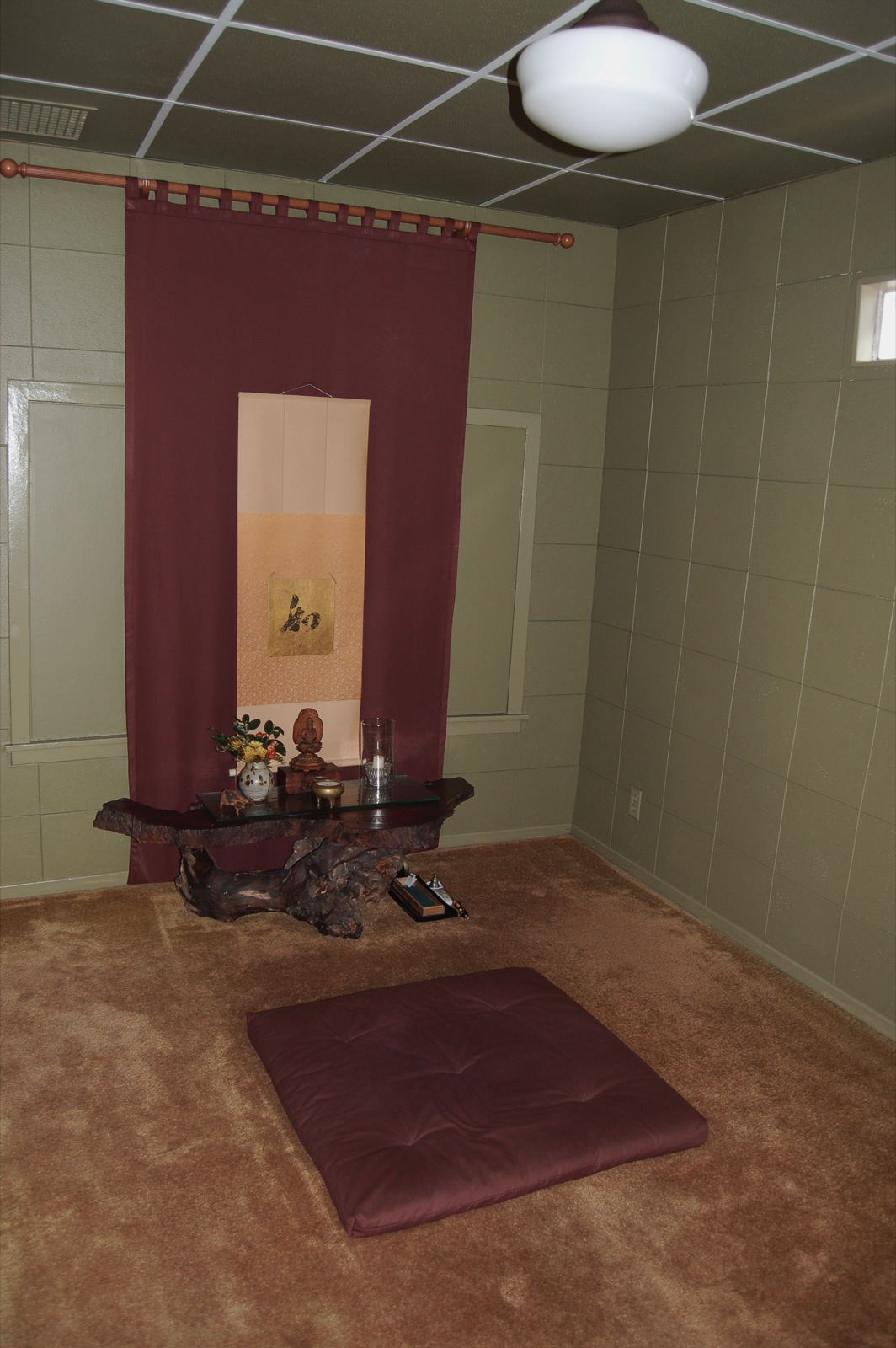
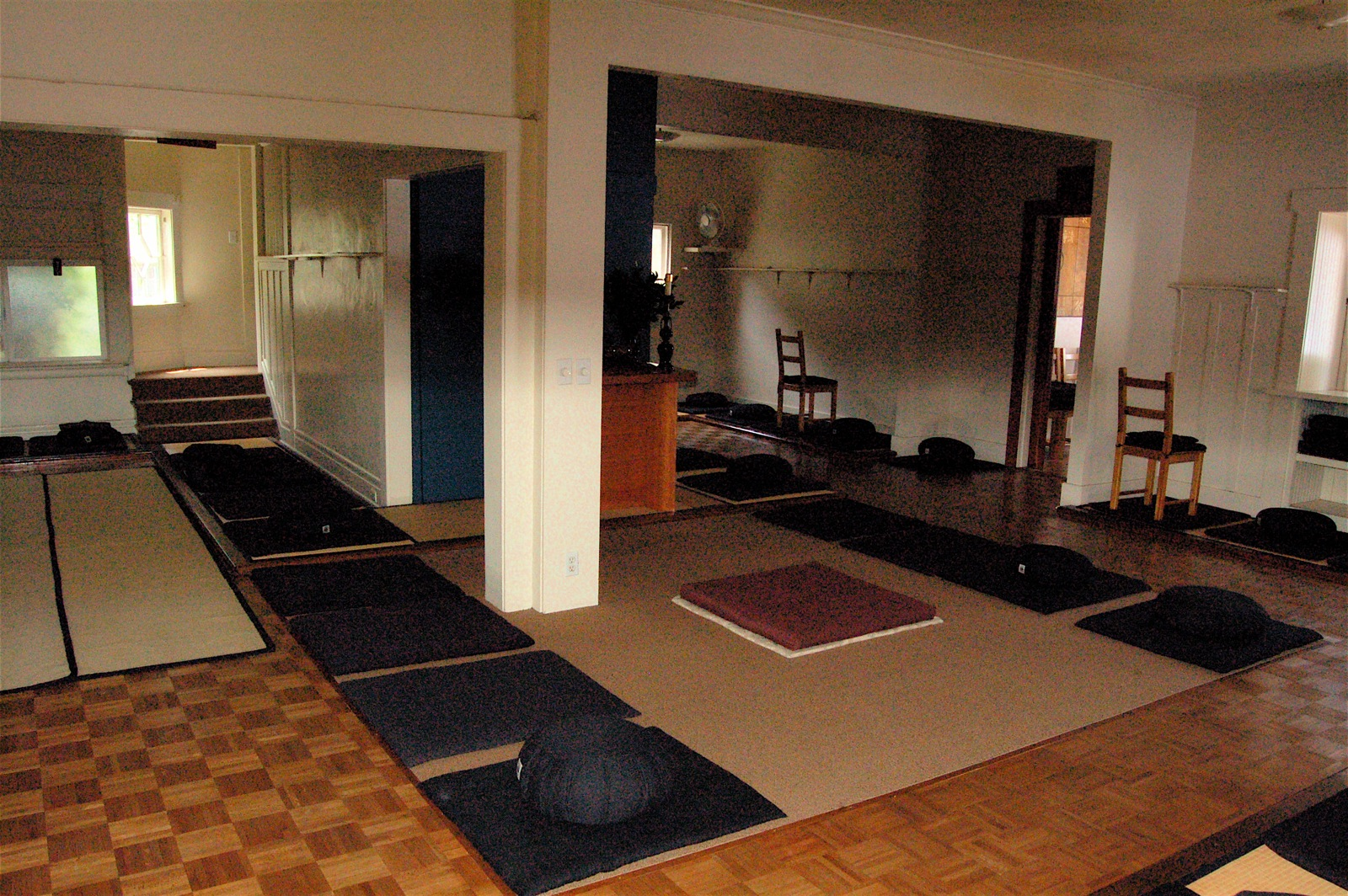
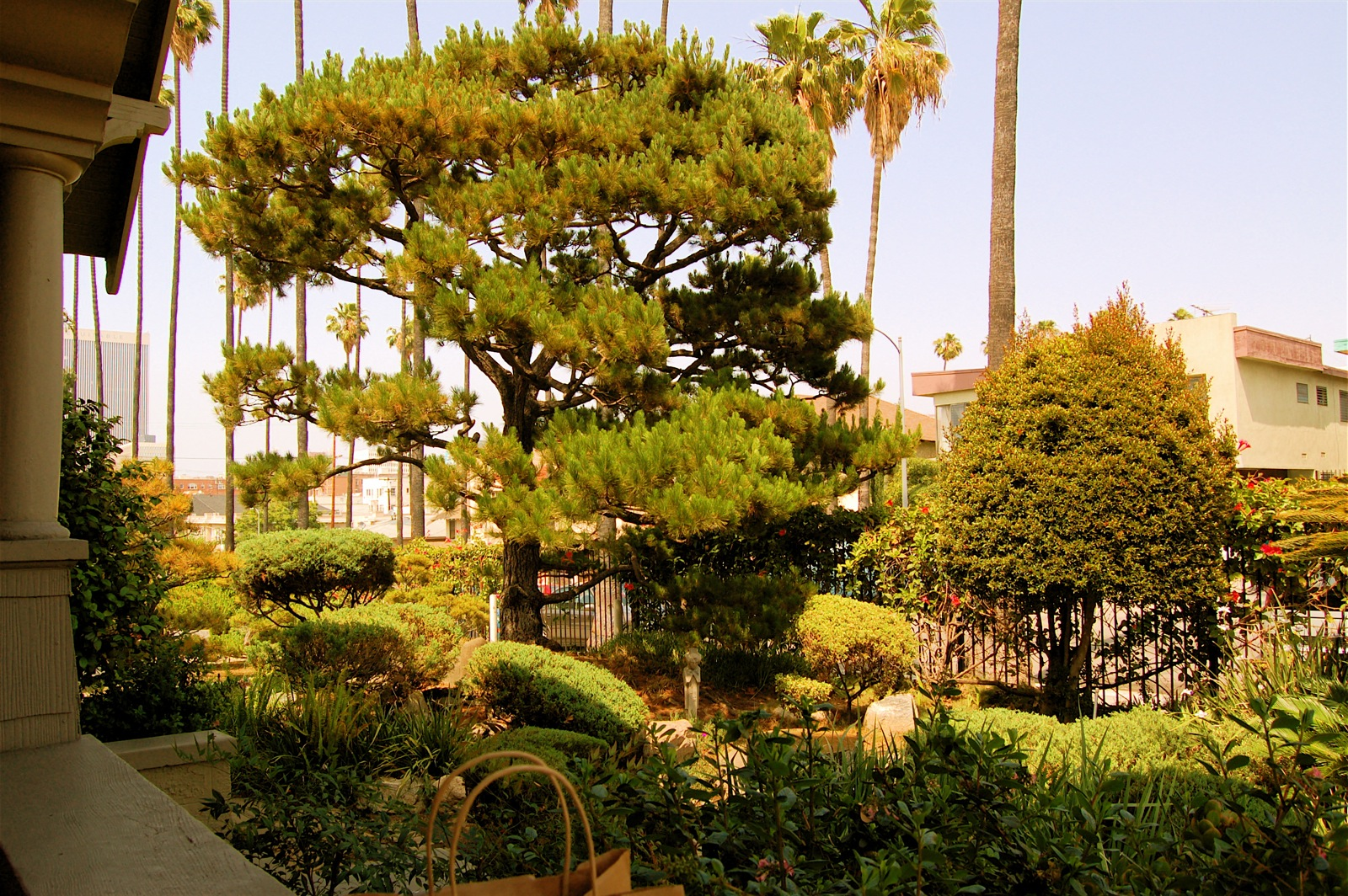